# Juan de Tassis y Peralta
 (juillet 2013).
Juan de Tassis y Peralta, appelé le plus souvent comte de Villamediana, né à Lisbonne en 1581 et décédé à Madrid le 21 août 1622, est un poète espagnol  de la période baroque, généralement associé au cultisme mais dont l’esthétique est très personnelle.

## Biographie
Fils de María de Peralta Muñatones et de Juan de Tassis y Acuña, Villamediana grandit dans un environnement palatin dès son enfance, reçoit une excellente éducation de l’humaniste Luis Tribaldos de Tolède (es) et de Bartolomé Jiménez Patón (es), lequel lui dédie son Mercurius Trimegistus. Grâce à ses deux précepteurs, il dispose d’une excellente formation en lettres et d’une connaissance fine des classiques et compose quelques poèmes en excellent latin humaniste. Il fréquente l’université mais n’y suit pas de cours. Quand Philippe III d'Espagne se rend au royaume de Valence pour célébrer son mariage avec Marguerite d'Autriche-Styrie, don Juan les accompagne et s’y distingue tant que le Roi le nomme gentilhomme à son palais. Il y rencontre Magdalena de Guzmán y Mendoza, qui est influente à la cour en tant que veuve de Martín Cortés de Monroy, marquis de la vallée de Guajaca (Oaxaca), et future gouvernante du fils de la reine. Malgré la différence de classe, ils entretiennent une relation qui se termine mal. Suivant une rumeur à Madrid, il n'est pas tellement bien avec elle, comme le montre la gifle qu'elle lui donne en pleine représentation d’une comédie, devant tout le monde, ce qui laisse à penser que doña Magdalena a toujours entretenu avec lui une relation d’amour-haine.
Déplacé à la cour à Valladolid, où il demeure cinq ans, il épouse en 1601 Ana de Mendoza y de la Cerda, descendante du marquis de Santillane, avec qui il a plusieurs enfants, tous mort-nés. Grâce à son travail comme organisateur du service principal des postes il reçoit le titre de noblesse en 1603. À la mort de son père en 1607, il assume la charge de courrier principal du royaume.
Par son caractère agressif, téméraire et charmeur, il acquiert rapidement une réputation de libertin ou de dandy. Amateur de luxe, des pierres précieuses, du jeu et des courses, il mène une vie désordonnée de joueur, réputé comme adversaire redoutable sur le tapis en raison de sa grande intelligence. Néanmoins, ces excès lui valent deux exils, pour avoir ruiné différents nobles importants, de même qu’en raison de ses satires virulentes, dans lesquelles il critique sans pitié les défauts et misères de presque tous les Grands d’Espagne. Le premier de ses exils l’amène en Italie, où il séjourne entre 1611 et 1617 avec le comte de Lemos, renommé vice-roi de Naples. De retour en Espagne, il y critique dans différentes satires la corruption florissant sous le duc de Lerma et don Rodrigo Calderón durant les dernières années du règne de Philippe III, de sorte que ceux-ci obtiennent du roi un nouveau bannissement de la Cour en 1618, cette fois en Andalousie. Il en revient peu après au décès du roi, protégé par le nouveau ministre, Gaspar de Guzmán.
Il a de nombreuses maîtresses, aux mains desquelles il apparaît quelquefois en public, comme en une occasion lors d’une première d’une comédie, et il ne cesse d’avoir des amourettes dangereuses ainsi avec une courtisane du roi, telle une Marfisa, peut-être doña Francisca de Tavara, jolie jeune femme portugaise, dame d’honneur de la reine et maîtresse du roi. La légende veut aussi qu’il incendie intentionnellement le colisée d’Aranjuez tout en, pendant les célébrations de l’anniversaire du roi Philippe IV, créant devant la reine, le 8 avril 1622, sa nouvelle œuvre, La gloria de Niquea, inspirée d’un épisode d’Amadis de Grèce, pour pouvoir la prendre dans ses bras, il en était déjà amoureux bien qu’il la touche même si cela était punissable de la peine de mort. Une autre légende veut qu’il se présente à un bal habillé d’une cape recouverte de réaux d’or, faisant allusion à sa chance au jeu, en déclarant Son mis amores reales, jouant sur le triple sens du mot « reales ». Le dramaturge Joaquín Dicenta (es) en tirera une pièce du même titre (1925).
L’origine de l’expression « Picar muy alto », qu’on croit être due à l’habileté du comte comme picador, dont il se vante auprès de la reine, le roi ayant répondu : « Piquez bien, mais piquez très haut », jouant de double sens rappelant les escapades de la reine. L’essayiste du XXe siècle Luis Rosales découvre de plus que l’Inquisition intente un procès contre Tassis pour sodomie avec des esclaves noirs et pense que le roi Philippe IV ordonne son assassinat pour éviter le scandale, bien que plusieurs avaient des motifs pour souhaiter sa mort, non seulement pour les satires ou pour avoir été acculés à la ruine, mais également pour des problèmes d’aventures sexuelles, y compris le monarque.
Tassis est assassiné le 21 août 1622 par Alonso Mateo ou Ignacio Méndez, arbalétriers royaux qui restent impunis de par la haute protection dont ils jouissent. Il est enseveli dans la voûte de la grande chapelle du couvent de Saint-Augustin à Valladolid. Les commanditaires du crime sont Philippe IV ou plus probablement Gaspar de Guzmán ; le moment choisi est celui où Tassis va en voiture avec Bernardino Fernández de Velasco y Tovar (es), par la calle Mayor (es); le mobile est peut-être la volonté d’éviter le scandale du procès secret que l’Inquisition établit contre lui, ce qui explique que le crime demeure impuni et caché.

## Arbre généalogique
|  |  |  |  |  |  |                            |                            |                            |                            |                                      |                            |                   |                   |                                    |                                    |                                    |                                    |                                    |                                    |                              |                              |                                     |                                     |                                     |                                     |                                     |                                     |                            |                            |                            |                            |                          |                          |                          |                          |                   |                   |                   |                   |                 |                 |                 |                 |                 |                 |               |               | Reinerius Tasso (1117) |                     |                     |                     |                     |                     |  |  |  |  |  |  |  |  |  |  |  |  |  |  |  |  |  |  |
|  |  |  |  |  |  |                            |                            |                            |                            |                                      |                            |                   |                   |                                    |                                    |                                    |                                    |                                    |                                    |                              |                              |                                     |                                     |                                     |                                     |                                     |                                     |                            |                            |                            |                            |                          |                          |                          |                          |                   |                   |                   |                   |                 |                 |                 |                 |                 |                 |               |               |                        |                     |                     |                     |                     |                     |  |  |  |  |  |  |  |  |  |  |  |  |  |  |  |  |  |  |
|  |  |  |  |  |  |                            |                            |                            |                            |                                      |                            |                   |                   |                                    |                                    |                                    |                                    |                                    |                                    |                              |                              |                                     |                                     |                                     |                                     |                                     |                                     |                            |                            |                            |                            |                          |                          |                          |                          |                   |                   |                   |                   | Inconnue        | Inconnue        | Inconnue        | Inconnue        | Inconnue        | Inconnue        |               |               | Omedeo Tasso (1290)    | Omedeo Tasso (1290) | Omedeo Tasso (1290) | Omedeo Tasso (1290) | Omedeo Tasso (1290) | Omedeo Tasso (1290) |  |  |  |  |  |  |  |  |  |  |  |  |  |  |  |  |  |  |
|  |  |  |  |  |  |                            |                            |                            |                            |                                      |                            |                   |                   |                                    |                                    |                                    |                                    |                                    |                                    |                              |                              |                                     |                                     |                                     |                                     |                                     |                                     |                            |                            |                            |                            |                          |                          |                          |                          |                   |                   |                   |                   | Inconnue        | Inconnue        | Inconnue        | Inconnue        | Inconnue        | Inconnue        |               |               | Omedeo Tasso (1290)    | Omedeo Tasso (1290) | Omedeo Tasso (1290) | Omedeo Tasso (1290) | Omedeo Tasso (1290) | Omedeo Tasso (1290) |  |  |  |  |  |  |  |  |  |  |  |  |  |  |  |  |  |  |
|  |  |  |  |  |  |                            |                            |                            |                            |                                      |                            |                   |                   |                                    |                                    |                                    |                                    |                                    |                                    |                              |                              |                                     |                                     |                                     |                                     |                                     |                                     |                            |                            |                            |                            |                          |                          |                          |                          |                   |                   |                   |                   |                 |                 |                 |                 |                 |                 |               |               |                        |                     |                     |                     |                     |                     |  |  |  |  |  |  |  |  |  |  |  |  |  |  |  |  |  |  |
|  |  |  |  |  |  |                            |                            |                            |                            |                                      |                            |                   |                   |                                    |                                    |                                    |                                    |                                    |                                    |                              |                              |                                     |                                     |                                     |                                     |                                     |                                     |                            |                            |                            |                            |                          |                          |                          |                          | Inconnue          | Inconnue          | Inconnue          | Inconnue          | Inconnue        | Inconnue        |                 |                 | Ruggero Tasso   | Ruggero Tasso   | Ruggero Tasso | Ruggero Tasso | Ruggero Tasso          | Ruggero Tasso       |                     |                     |                     |                     |  |  |  |  |  |  |  |  |  |  |  |  |  |  |  |  |  |  |
|  |  |  |  |  |  |                            |                            |                            |                            |                                      |                            |                   |                   |                                    |                                    |                                    |                                    |                                    |                                    |                              |                              |                                     |                                     |                                     |                                     |                                     |                                     |                            |                            |                            |                            |                          |                          |                          |                          | Inconnue          | Inconnue          | Inconnue          | Inconnue          | Inconnue        | Inconnue        |                 |                 | Ruggero Tasso   | Ruggero Tasso   | Ruggero Tasso | Ruggero Tasso | Ruggero Tasso          | Ruggero Tasso       |                     |                     |                     |                     |  |  |  |  |  |  |  |  |  |  |  |  |  |  |  |  |  |  |
|  |  |  |  |  |  |                            |                            |                            |                            |                                      |                            |                   |                   |                                    |                                    |                                    |                                    |                                    |                                    |                              |                              |                                     |                                     |                                     |                                     |                                     |                                     |                            |                            |                            |                            |                          |                          |                          |                          |                   |                   |                   |                   |                 |                 |                 |                 |                 |                 |               |               |                        |                     |                     |                     |                     |                     |  |  |  |  |  |  |  |  |  |  |  |  |  |  |  |  |  |  |
|  |  |  |  |  |  |                            |                            |                            |                            |                                      |                            |                   |                   |                                    |                                    |                                    |                                    |                                    |                                    |                              |                              |                                     |                                     |                                     |                                     |                                     |                                     |                            |                            |                            |                            | Inconnue                 | Inconnue                 | Inconnue                 | Inconnue                 | Inconnue          | Inconnue          |                   |                   | Benedetto Tasso | Benedetto Tasso | Benedetto Tasso | Benedetto Tasso | Benedetto Tasso | Benedetto Tasso |               |               |                        |                     |                     |                     |                     |                     |  |  |  |  |  |  |  |  |  |  |  |  |  |  |  |  |  |  |
|  |  |  |  |  |  |                            |                            |                            |                            |                                      |                            |                   |                   |                                    |                                    |                                    |                                    |                                    |                                    |                              |                              |                                     |                                     |                                     |                                     |                                     |                                     |                            |                            |                            |                            | Inconnue                 | Inconnue                 | Inconnue                 | Inconnue                 | Inconnue          | Inconnue          |                   |                   | Benedetto Tasso | Benedetto Tasso | Benedetto Tasso | Benedetto Tasso | Benedetto Tasso | Benedetto Tasso |               |               |                        |                     |                     |                     |                     |                     |  |  |  |  |  |  |  |  |  |  |  |  |  |  |  |  |  |  |
|  |  |  |  |  |  |                            |                            |                            |                            |                                      |                            |                   |                   |                                    |                                    |                                    |                                    |                                    |                                    |                              |                              |                                     |                                     |                                     |                                     |                                     |                                     |                            |                            |                            |                            |                          |                          |                          |                          |                   |                   |                   |                   |                 |                 |                 |                 |                 |                 |               |               |                        |                     |                     |                     |                     |                     |  |  |  |  |  |  |  |  |  |  |  |  |  |  |  |  |  |  |
|  |  |  |  |  |  |                            |                            |                            |                            |                                      |                            |                   |                   |                                    |                                    |                                    |                                    |                                    |                                    |                              |                              |                                     |                                     |                                     |                                     | Inconnue                            | Inconnue                            | Inconnue                   | Inconnue                   | Inconnue                   | Inconnue                   |                          |                          | Palazzo de Tassis        | Palazzo de Tassis        | Palazzo de Tassis | Palazzo de Tassis | Palazzo de Tassis | Palazzo de Tassis |                 |                 |                 |                 |                 |                 |               |               |                        |                     |                     |                     |                     |                     |  |  |  |  |  |  |  |  |  |  |  |  |  |  |  |  |  |  |
|  |  |  |  |  |  |                            |                            |                            |                            |                                      |                            |                   |                   |                                    |                                    |                                    |                                    |                                    |                                    |                              |                              |                                     |                                     |                                     |                                     | Inconnue                            | Inconnue                            | Inconnue                   | Inconnue                   | Inconnue                   | Inconnue                   |                          |                          | Palazzo de Tassis        | Palazzo de Tassis        | Palazzo de Tassis | Palazzo de Tassis | Palazzo de Tassis | Palazzo de Tassis |                 |                 |                 |                 |                 |                 |               |               |                        |                     |                     |                     |                     |                     |  |  |  |  |  |  |  |  |  |  |  |  |  |  |  |  |  |  |
|  |  |  |  |  |  |                            |                            |                            |                            |                                      |                            |                   |                   |                                    |                                    |                                    |                                    |                                    |                                    |                              |                              |                                     |                                     |                                     |                                     |                                     |                                     |                            |                            |                            |                            |                          |                          |                          |                          |                   |                   |                   |                   |                 |                 |                 |                 |                 |                 |               |               |                        |                     |                     |                     |                     |                     |  |  |  |  |  |  |  |  |  |  |  |  |  |  |  |  |  |  |
|  |  |  |  |  |  |                            |                            |                            |                            |                                      |                            |                   |                   |                                    |                                    |                                    |                                    |                                    |                                    |                              |                              | Tonola de Magnasco (†1504)          | Tonola de Magnasco (†1504)          | Tonola de Magnasco (†1504)          | Tonola de Magnasco (†1504)          | Tonola de Magnasco (†1504)          | Tonola de Magnasco (†1504)          |                            |                            | Pasimo de Tassis,(†1496)   | Pasimo de Tassis,(†1496)   | Pasimo de Tassis,(†1496) | Pasimo de Tassis,(†1496) | Pasimo de Tassis,(†1496) | Pasimo de Tassis,(†1496) |                   |                   |                   |                   |                 |                 |                 |                 |                 |                 |               |               |                        |                     |                     |                     |                     |                     |  |  |  |  |  |  |  |  |  |  |  |  |  |  |  |  |  |  |
|  |  |  |  |  |  |                            |                            |                            |                            |                                      |                            |                   |                   |                                    |                                    |                                    |                                    |                                    |                                    |                              |                              | Tonola de Magnasco (†1504)          | Tonola de Magnasco (†1504)          | Tonola de Magnasco (†1504)          | Tonola de Magnasco (†1504)          | Tonola de Magnasco (†1504)          | Tonola de Magnasco (†1504)          |                            |                            | Pasimo de Tassis,(†1496)   | Pasimo de Tassis,(†1496)   | Pasimo de Tassis,(†1496) | Pasimo de Tassis,(†1496) | Pasimo de Tassis,(†1496) | Pasimo de Tassis,(†1496) |                   |                   |                   |                   |                 |                 |                 |                 |                 |                 |               |               |                        |                     |                     |                     |                     |                     |  |  |  |  |  |  |  |  |  |  |  |  |  |  |  |  |  |  |
|  |  |  |  |  |  |                            |                            |                            |                            |                                      |                            |                   |                   |                                    |                                    |                                    |                                    |                                    |                                    |                              |                              |                                     |                                     |                                     |                                     |                                     |                                     |                            |                            |                            |                            |                          |                          |                          |                          |                   |                   |                   |                   |                 |                 |                 |                 |                 |                 |               |               |                        |                     |                     |                     |                     |                     |  |  |  |  |  |  |  |  |  |  |  |  |  |  |  |  |  |  |
|  |  |  |  |  |  |                            |                            |                            |                            |                                      |                            |                   |                   |                                    |                                    |                                    |                                    | Alegria de Albricio (†1514)        | Alegria de Albricio (†1514)        | Alegria de Albricio (†1514)  | Alegria de Albricio (†1514)  | Alegria de Albricio (†1514)         | Alegria de Albricio (†1514)         |                                     |                                     | Ruggero de Tassis (†1515),          | Ruggero de Tassis (†1515),          | Ruggero de Tassis (†1515), | Ruggero de Tassis (†1515), | Ruggero de Tassis (†1515), | Ruggero de Tassis (†1515), |                          |                          |                          |                          |                   |                   |                   |                   |                 |                 |                 |                 |                 |                 |               |               |                        |                     |                     |                     |                     |                     |  |  |  |  |  |  |  |  |  |  |  |  |  |  |  |  |  |  |
|  |  |  |  |  |  |                            |                            |                            |                            |                                      |                            |                   |                   |                                    |                                    |                                    |                                    | Alegria de Albricio (†1514)        | Alegria de Albricio (†1514)        | Alegria de Albricio (†1514)  | Alegria de Albricio (†1514)  | Alegria de Albricio (†1514)         | Alegria de Albricio (†1514)         |                                     |                                     | Ruggero de Tassis (†1515),          | Ruggero de Tassis (†1515),          | Ruggero de Tassis (†1515), | Ruggero de Tassis (†1515), | Ruggero de Tassis (†1515), | Ruggero de Tassis (†1515), |                          |                          |                          |                          |                   |                   |                   |                   |                 |                 |                 |                 |                 |                 |               |               |                        |                     |                     |                     |                     |                     |  |  |  |  |  |  |  |  |  |  |  |  |  |  |  |  |  |  |
|  |  |  |  |  |  |                            |                            |                            |                            |                                      |                            |                   |                   |                                    |                                    |                                    |                                    |                                    |                                    |                              |                              |                                     |                                     |                                     |                                     |                                     |                                     |                            |                            |                            |                            |                          |                          |                          |                          |                   |                   |                   |                   |                 |                 |                 |                 |                 |                 |               |               |                        |                     |                     |                     |                     |                     |  |  |  |  |  |  |  |  |  |  |  |  |  |  |  |  |  |  |
|  |  |  |  |  |  |                            |                            |                            |                            |                                      |                            |                   |                   | Christina van Wachtendonk († 1561) | Christina van Wachtendonk († 1561) | Christina van Wachtendonk († 1561) | Christina van Wachtendonk († 1561) | Christina van Wachtendonk († 1561) | Christina van Wachtendonk († 1561) |                              |                              | Jean Baptiste de Taxis. (1473-1541) | Jean Baptiste de Taxis. (1473-1541) | Jean Baptiste de Taxis. (1473-1541) | Jean Baptiste de Taxis. (1473-1541) | Jean Baptiste de Taxis. (1473-1541) | Jean Baptiste de Taxis. (1473-1541) |                            |                            |                            |                            |                          |                          |                          |                          |                   |                   |                   |                   |                 |                 |                 |                 |                 |                 |               |               |                        |                     |                     |                     |                     |                     |  |  |  |  |  |  |  |  |  |  |  |  |  |  |  |  |  |  |
|  |  |  |  |  |  |                            |                            |                            |                            |                                      |                            |                   |                   | Christina van Wachtendonk († 1561) | Christina van Wachtendonk († 1561) | Christina van Wachtendonk († 1561) | Christina van Wachtendonk († 1561) | Christina van Wachtendonk († 1561) | Christina van Wachtendonk († 1561) |                              |                              | Jean Baptiste de Taxis. (1473-1541) | Jean Baptiste de Taxis. (1473-1541) | Jean Baptiste de Taxis. (1473-1541) | Jean Baptiste de Taxis. (1473-1541) | Jean Baptiste de Taxis. (1473-1541) | Jean Baptiste de Taxis. (1473-1541) |                            |                            |                            |                            |                          |                          |                          |                          |                   |                   |                   |                   |                 |                 |                 |                 |                 |                 |               |               |                        |                     |                     |                     |                     |                     |  |  |  |  |  |  |  |  |  |  |  |  |  |  |  |  |  |  |
|  |  |  |  |  |  |                            |                            |                            |                            |                                      |                            |                   |                   |                                    |                                    |                                    |                                    |                                    |                                    |                              |                              |                                     |                                     |                                     |                                     |                                     |                                     |                            |                            |                            |                            |                          |                          |                          |                          |                   |                   |                   |                   |                 |                 |                 |                 |                 |                 |               |               |                        |                     |                     |                     |                     |                     |  |  |  |  |  |  |  |  |  |  |  |  |  |  |  |  |  |  |
|  |  |  |  |  |  |                            |                            |                            |                            | Caterina de Acuña                    | Caterina de Acuña          | Caterina de Acuña | Caterina de Acuña | Caterina de Acuña                  | Caterina de Acuña                  |                                    |                                    | Raymond de Taxis (1513-1593)       | Raymond de Taxis (1513-1593)       | Raymond de Taxis (1513-1593) | Raymond de Taxis (1513-1593) | Raymond de Taxis (1513-1593)        | Raymond de Taxis (1513-1593)        |                                     |                                     |                                     |                                     |                            |                            |                            |                            |                          |                          |                          |                          |                   |                   |                   |                   |                 |                 |                 |                 |                 |                 |               |               |                        |                     |                     |                     |                     |                     |  |  |  |  |  |  |  |  |  |  |  |  |  |  |  |  |  |  |
|  |  |  |  |  |  |                            |                            |                            |                            | Caterina de Acuña                    | Caterina de Acuña          | Caterina de Acuña | Caterina de Acuña | Caterina de Acuña                  | Caterina de Acuña                  |                                    |                                    | Raymond de Taxis (1513-1593)       | Raymond de Taxis (1513-1593)       | Raymond de Taxis (1513-1593) | Raymond de Taxis (1513-1593) | Raymond de Taxis (1513-1593)        | Raymond de Taxis (1513-1593)        |                                     |                                     |                                     |                                     |                            |                            |                            |                            |                          |                          |                          |                          |                   |                   |                   |                   |                 |                 |                 |                 |                 |                 |               |               |                        |                     |                     |                     |                     |                     |  |  |  |  |  |  |  |  |  |  |  |  |  |  |  |  |  |  |
|  |  |  |  |  |  |                            |                            |                            |                            |                                      |                            |                   |                   |                                    |                                    |                                    |                                    |                                    |                                    |                              |                              |                                     |                                     |                                     |                                     |                                     |                                     |                            |                            |                            |                            |                          |                          |                          |                          |                   |                   |                   |                   |                 |                 |                 |                 |                 |                 |               |               |                        |                     |                     |                     |                     |                     |  |  |  |  |  |  |  |  |  |  |  |  |  |  |  |  |  |  |
|  |  |  |  |  |  | María de Peralta Muñatones | María de Peralta Muñatones | María de Peralta Muñatones | María de Peralta Muñatones | María de Peralta Muñatones           | María de Peralta Muñatones |                   |                   | Juan de Tassis y Acuña († 1607)    | Juan de Tassis y Acuña († 1607)    | Juan de Tassis y Acuña († 1607)    | Juan de Tassis y Acuña († 1607)    | Juan de Tassis y Acuña († 1607)    | Juan de Tassis y Acuña († 1607)    |                              |                              |                                     |                                     |                                     |                                     |                                     |                                     |                            |                            |                            |                            |                          |                          |                          |                          |                   |                   |                   |                   |                 |                 |                 |                 |                 |                 |               |               |                        |                     |                     |                     |                     |                     |  |  |  |  |  |  |  |  |  |  |  |  |  |  |  |  |  |  |
|  |  |  |  |  |  | María de Peralta Muñatones | María de Peralta Muñatones | María de Peralta Muñatones | María de Peralta Muñatones | María de Peralta Muñatones           | María de Peralta Muñatones |                   |                   | Juan de Tassis y Acuña († 1607)    | Juan de Tassis y Acuña († 1607)    | Juan de Tassis y Acuña († 1607)    | Juan de Tassis y Acuña († 1607)    | Juan de Tassis y Acuña († 1607)    | Juan de Tassis y Acuña († 1607)    |                              |                              |                                     |                                     |                                     |                                     |                                     |                                     |                            |                            |                            |                            |                          |                          |                          |                          |                   |                   |                   |                   |                 |                 |                 |                 |                 |                 |               |               |                        |                     |                     |                     |                     |                     |  |  |  |  |  |  |  |  |  |  |  |  |  |  |  |  |  |  |
|  |  |  |  |  |  |                            |                            |                            |                            |                                      |                            |                   |                   |                                    |                                    |                                    |                                    |                                    |                                    |                              |                              |                                     |                                     |                                     |                                     |                                     |                                     |                            |                            |                            |                            |                          |                          |                          |                          |                   |                   |                   |                   |                 |                 |                 |                 |                 |                 |               |               |                        |                     |                     |                     |                     |                     |  |  |  |  |  |  |  |  |  |  |  |  |  |  |  |  |  |  |
|  |  |  |  |  |  |                            |                            |                            |                            | Juan de Tassis y Peralta (1581-1622) |                            |                   |                   |                                    |                                    |                                    |                                    |                                    |                                    |                              |                              |                                     |                                     |                                     |                                     |                                     |                                     |                            |                            |                            |                            |                          |                          |                          |                          |                   |                   |                   |                   |                 |                 |                 |                 |                 |                 |               |               |                        |                     |                     |                     |                     |                     |  |  |  |  |  |  |  |  |  |  |  |  |  |  |  |  |  |  |

## Thématique et esthétique
Une première collection de ses œuvres paraît à Saragosse en 1629. Elle comprend des poèmes à thématique mythologique (Fábula de Faetón, long poème composé vers 1617 structuré en huitains hendécasyllabes desquels Vicent Mariner (es) en traduit deux cent vingt-huit en latin en hexamètres; Fábula de Apolo y Dafne, Fábula de Venus y Adonis) qui font sentir une nette influence de Luis de Góngora ; la comédie La gloria de Niquea (1622), basée sur Amadís de Grecia, et plus de deux cents sonnets, épigrammes et rondes à thèmes amoureux, satirique, religieux et patriotiques, où est cultivé un conceptisme particulier.
Conscient de son caractère téméraire et intrépide, un pessimisme traverse la plupart des œuvres du comte, qui écrit ces vers célèbres :
Sépase, pues ya no puedo
levantarme ni caer
que al menos puedo tener
perdido a Fortuna el miedo

## Œuvres
- (es) Villamediana, Juan de Tassis y Peralta, Cancionero de Mendez Britto: poesías inéditas del Conde de Villamediana Edition, étude et notes de Juan Manuel Rozas. Madrid: Consejo Superior de Investigaciones Cintíficas, 1965.
- (es) Villamediana, Juan de Tassis y Peralta, Cartas Madrid: Ediciones Escorial, 1943.
- (es) Villamediana, Juan de Tassis y Peralta, Obras Édition, introducción y notas de Juan Manuel Rozas. Madrid: Castalia, 1969.
- (es) Villamediana, Juan de Tassis y Peralta, Poesía impresa completa. Edición de José Francisco Ruiz Casanova. Madrid: Cátedra, 1990.
- Villamediana, Juan de Tassis y Peralta, Poesía inédita completa. Ed. Francisco Ruiz Casanova. Madrid: Cátedra, 1994.
- Villamediana, Juan de Tassis y Peralta, Poesía, ed. Mª T. Ruestes, Barcelone, Planeta, 1992